# Gorgonops eupachygnathus
A Gorgonops eupachygnathus az emlősszerűek (Synapsida) osztályának a Therapsida rendjébe, ezen belül a Gorgonopsidae családjába tartozó faj.

## Tudnivalók
A Gorgonops eupachygnathusnak csak egy lapított, hiányos, közepes méretű koponyáját találták meg. Lehetséges, hogy a koponya nem egy külön fajhoz tartozik, hanem egy fiatal Gorgonops torvus vagy Gorgonops whaitsi része. Ezt számításba véve a Gorgonops eupachygnathus valószínűleg nem is létezik. Leírója, Watson 1921-ben a következő neveket adta e therapsida fajnak: Scymnosuchus whaitsi, Scymnognathus whaitsi, Leptotrachelus eupachygnathus és Leptotracheliscops eupachygnathus.